# Nathaniel Mah
Nathaniel Mah, né le 8 septembre 1995, est un spécialiste canadien du combiné nordique. 
Il a participé aux championnats du monde de ski nordique en 2017 et en 2019.

## Biographie
Nathaniel Mah a grandi à Calgary. Il commence le saut à ski à quatre ans.
En 2012, il termine troisième dans l'épreuve par équipe du saut à ski aux Jeux olympiques de la jeunesse d'hiver de 2012.
En 2013, il obtient son diplôme et quitte le lycée. Il décide de se consacre à 100 % au combiné nordique et décide de déménager à Steamboat Springs. En octobre 2013, il se brise la clavicule. En 2014, il est ouvreur pour les jeux olympiques d'hiver de 2014. En 2015, à la suite de l'arrivée d'un nouvel entraîneur, il retourne s'entraîner avec l'équipe du Canada. 
En 2015, il se blesse à vélo à Steamboat Springs lors d'un entraînement avec l'équipe américaine et ne revient que dix-huit mois plus tard à la compétition,,. 
Il profite du partenariat de l'équipe canadienne et de plusieurs sponsors finlandais pour s'entraîner en Finlande. Il espère se qualifier pour championnats du monde de ski nordique 2017 qui ont lieu à Lahti. Il est sélectionné par le Canada pour les championnats du monde de ski nordique 2017. Sur le Gundersen, petit tremplin, il se classe 41e après le saut mais abandonne dans le ski de fond. Sur le grand tremplin, il se classe 52e sur 53 concurrents. L'équipe canadienne explose avec deux athlètes qui prennent leurs retraites, un s'est disputé avec l'entraîneur qui a été finalement licencié. Du coup, Nathaniel Mah retourne s’entraîner à Steamboat Springs avec les athlètes américains. 
Il espère se qualifier pour les jeux olympiques de 2018. Pour cela, il doit marquer au moins 50 points en coupe continentale avant la fin du mois de janvier 2018. Il échoue finalement à se qualifier.
En 2019, il participe aux championnats du monde.
Alors qu'il est le seul canadien au niveau international, il prend sa retraite en 2020. Il souhaite devenir kinésithérapeute ou chiropraticien. Il participe à une course de la coupe continentale en 2022.

## Résultats

### Championnats du monde
| Épreuve / Édition | Épreuve / Édition | Lahti 2017 | Seefeld 2019 |
| ----------------- | ----------------- | ---------- | ------------ |
| Gundersen         | PT                | Abandon    |              |
| Gundersen         | GT                | 52e        | 50e          |
| Par équipes       | PT                | —          | —            |
| Par équipes       | GT                | —          | —            |

### Coupe continentale
| Année | Classement général final |
| ----- | ------------------------ |
| 2018  | 104e                     |
| 2019  | 95e                      |
| 2020  | 85e                      |
| 2022  | 69e                      |

### Championnats du monde junior
| Épreuve / Édition    | Épreuve / Édition    | Erzurum 2012 | Liberec 2013 | Val di Fiemme 2014 |
| -------------------- | -------------------- | ------------ | ------------ | ------------------ |
| Sprint               | Sprint               | 48e          | 41e          | 31e                |
| Gundersen individuel | Gundersen individuel | 53e          | 42e          | 45e                |
| Par équipe           | Par équipe           | -            | -            | -                  |

### Jeux olympiques de la jeunesse
| Épreuve / Édition | Épreuve / Édition | Seefeld 2012 |
| ----------------- | ----------------- | ------------ |
| Combiné nordique  | Combiné nordique  | 11e          |
| Saut à ski        | Individuel Hommes | -            |
| Saut à ski        | Par équipe        | 3e           |